# Chrysodeixis ysignata
Chrysodeixis ysignata är en fjärilsart som beskrevs av Embrik Strand 1917. Chrysodeixis ysignata ingår i släktet Chrysodeixis och familjen nattflyn. Inga underarter finns listade i Catalogue of Life.